# Pedro Troglio
Pedro Troglio, argentinski nogometaš in trener, * 28. julij 1965.
Za argentinsko reprezentanco je odigral 21 uradnih tekem in dosegel dva gola.